# Saint-Vincent-Bragny
Saint-Vincent-Bragny – miejscowość i gmina we Francji, w regionie Burgundia-Franche-Comté, w departamencie Saona i Loara.
Według danych na rok 1990 gminę zamieszkiwało 858 osób, a gęstość zaludnienia wynosiła 21 osób/km² (wśród 2044 gmin Burgundii Saint-Vincent-Bragny plasuje się na 273. miejscu pod względem liczby ludności, natomiast pod względem powierzchni na miejscu 69.).